# Fürstenfeld (stacja kolejowa)
Fürstenfeld (niem. Bahnhof Fürstenfeld) – stacja kolejowa w Fürstenfeld, w kraju związkowym Styria, w Austrii. Znajduje się na Thermenbahn (Fehring–Fürstenfeld–Friedberg), we wschodniej części miasta.

## Linie kolejowe
- Linia Thermenbahn